# 棋牌室
棋牌室是一種專門供一群人進行賭博和玩卡片遊戲（撲克牌為主，例如鬥地主、德州扑克、十三張、百家樂、二十一點）的房間和小型賭場。在中國有時也包括搓麻將的場所。这种房间通常不提供角子機或其他桌面游戏（如大型赌场中的花旗骰或輪盤）。扑克室在部分国家或地区屬於非法经营，會被取締。